# René Wolff
René Wolff (nascido em 4 de abril de 1978) é um ex-ciclista alemão. Se destacou como velocista e tem conquistado duas medalhas olímpicas, uma delas de ouro, em Atenas 2004. Também ganhou várias medalhas no Campeonato Mundial de Pista.
Desde 2010, Wolff é o treinador nacional da equipe de ciclismo de pista holandesa.